# Boys in a Band

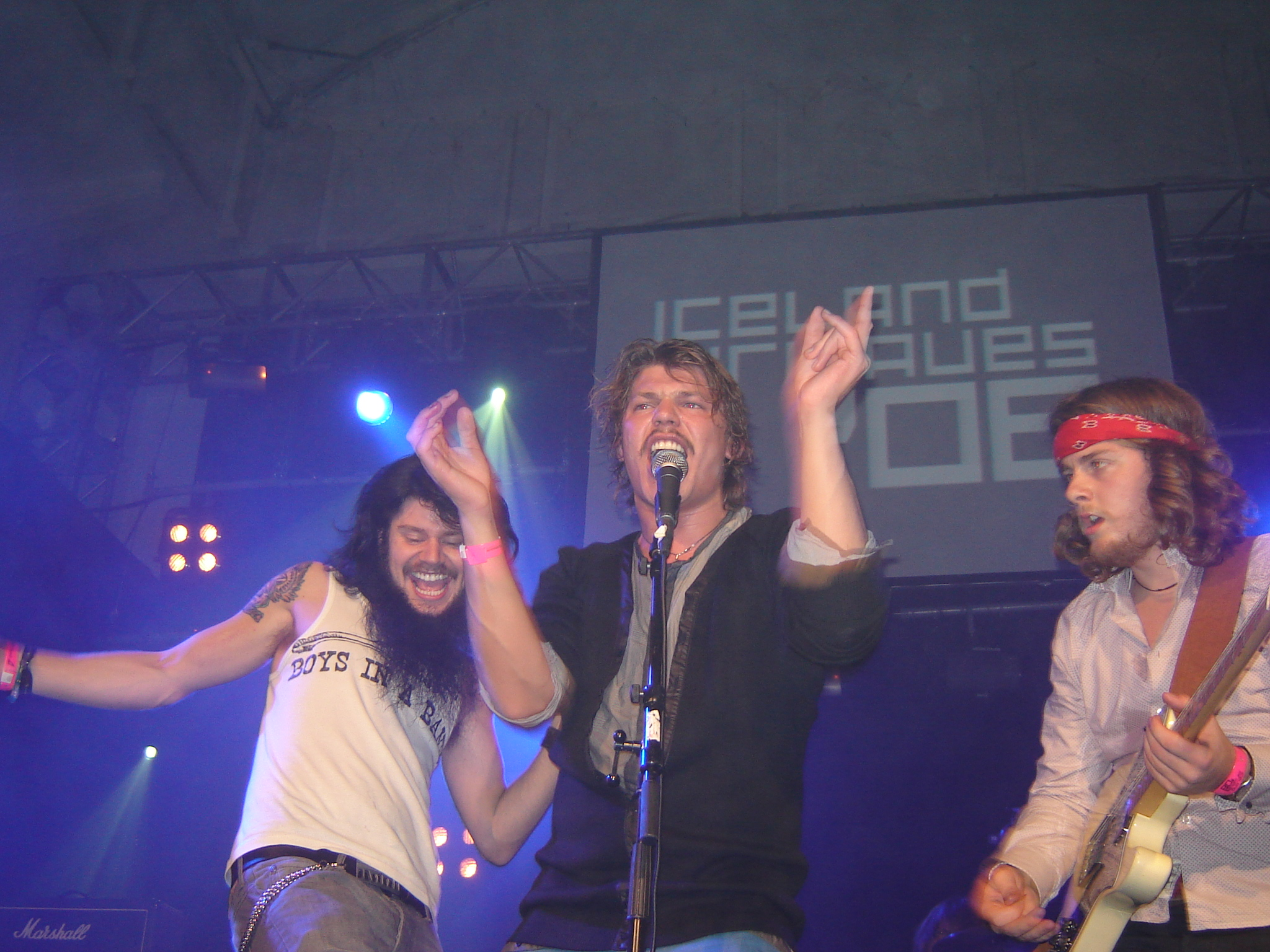
Boys in a Band (2008)

Boys in a Band sind eine fünfköpfige Rockgruppe von den Färöern. Ihre Tanzmusik bezeichnen sie als „Cowboy Rock“. Sie ist die erfolgreichste Newcomer-Band 2006/07 auf den Färöern.

## Geschichte
Die Gruppe formierte sich im September 2006 und wurde sofort populär. Bei den nationalen Ausscheidungen zum Global Battle of the Bands (GBOB) wurden sie Zweite. Im Radio Útvarp Føroya werden sie regelmäßig gespielt. Bei den jährlichen Planet Awards der Zeitung Sosialurin wurden sie Beste Neue Band 2006. Beim Songwettbewerb des Atlantic Music Event 2007 belegten sie mit Secrets to Conceal den dritten Platz – in Konkurrenz zu Eivør Pálsdóttir, die Erste wurde.
Boys in a Band spielten auf diversen Konzerten auf den Färöern. Im Juli 2007 traten sie auf dem Roskilde-Festival auf, weitere Auftritte sind das G! Festival im Juli und die Iceland Airwaves im Oktober.
Sie beschrieben ihre Musik als eine Mischung aus Bob Dylan, Jimi Hendrix und Franz Ferdinand; genuinem britischen Indie-Rock mit traditionellen amerikanischen Folk/Blues-Wurzeln. Sie fügen hinzu: „Das zusammen mit dem strikten Dress Code der Band, ist das Rezept für Cowboy Rock, ein Genre das bisher nur von Boys in a Band gemeistert wird.“
Boys in a Band haben 2008 ein Album mit dem Titel Black Diamond Train veröffentlicht.
Bei der Global Battle of the Bands 2007 wurden die Färinger Sieger. Sie sind damit die erste färöische Band der Geschichte, die einen weltweiten Wettbewerb für sich entscheiden konnte.